# 瑟诺 (塔恩省)
瑟诺（法語：Senaux）是法国奧克西塔尼大區塔恩省的一个市镇，属于卡斯特尔区。

## 地理
瑟诺（43°45'28"N, 2°37'6"E）面积4.73 平方千米，位于法国奧克西塔尼大區塔恩省，该省份为法国南部内陆省份，北起顺时针与阿韦龙省、埃罗省、奥德省、上加龙省和塔恩-加龙省接壤。
与瑟诺接壤的市镇（或旧市镇、城区）包括：拉卡佩勒埃斯克鲁、圣萨尔维-德卡尔卡韦斯、维亚讷。

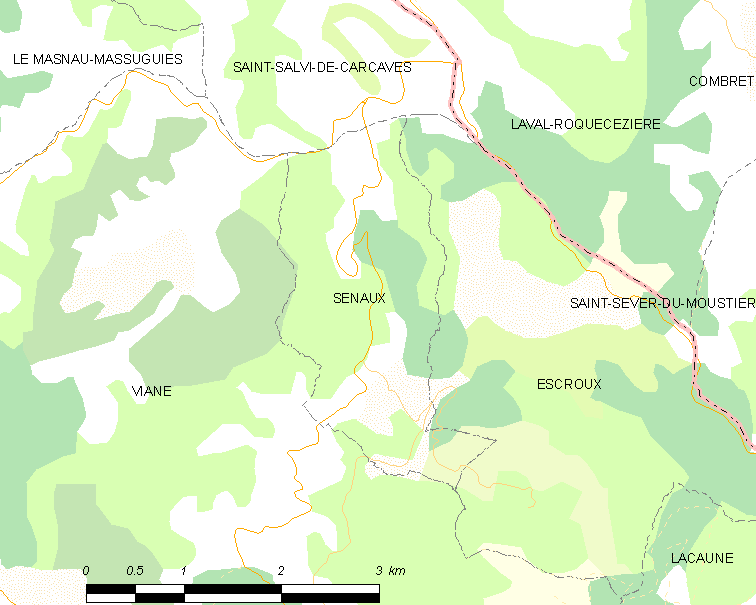
的OSM定位图

瑟诺的时区为UTC+01:00、UTC+02:00（夏令时）。

## 行政
瑟诺的邮政编码为81530，INSEE市镇编码为81282。

## 政治
瑟诺所属的省级选区为奥克高地县。

## 人口

1962-2008年间人口变化图示

瑟诺于2022年1月1日时的人口数量为37人。